# Patrick Kavanagh
Patrick Kavanagh (en gaélico Pádraig Caomhánach, 21 de octubre de 1904 — 30 de noviembre de 1967) fue un poeta y novelista irlandés. Considerado como uno de los poetas más importantes del siglo XX en su país, sus obras más conocidas son la novela Tarry Flynn y los poemarios Raglan Road y The Great Hunger (La gran hambruna). Se le conoce por relatos de la vida irlandesa a través de sus referencias continuas a lo cotidiano y común.

## Vida y obra

### Primeros años
Patrick Kavanagh nació en el pueblo de Inniskeen, Condado de Monaghan, en 1904, el cuarto de los diez hijos de Bridget Quinn. Su abuelo fue maestro de escuela, apellidado "Keaveney", que un sacerdote local cambió a "Kavanagh". El abuelo tuvo que abandonar su pueblo tras un escándalo, y por esta razón nunca volvió a enseñar en una escuela pública. Su padre, James, era zapatero y agricultor; su hermano Peter, llegaría a ser profesor universitario y escritor; además, dos de sus hermanas eran maestras, tres, enfermeras y una fue monja.
Kavanagh fue alumno de la Kednaminsha National School, de 1909 a 1916, y la abandonó en su sexto año, a la edad de trece años. Se convirtió en aprendiz de su padre como zapatero, y trabajó en su granja. Durante los primeros 27 años de su vida vivió y trabajó como agricultor en una pequeña propiedad. También fue portero del equipo de fútbol de Inniskeen.

### Carrera de escritor
En 1939, Kavanagh finalmente se estableció en Dublín. En su biografía, John Nemo describe el encuentro de Kavanagh con el mundo urbano, la literatura: «Se dio cuenta de que el ambiente estimulante que había imaginado era poco diferente del mundo mezquino e ignorante que había dejado atrás. Pronto vio a través de las máscaras literarias que muchos escritores de Dublín llevaban, para aparentar, un aire de sofisticación artística. Para él esos hombres eran dandis, periodistas y funcionarios públicos que jugaban a ser artistas. Su disgusto se profundizó por el hecho de que fue tratado como un campesino que había sido alfabetizado, y no como el poeta de gran talento en que él creía estar convirtiéndose». 
Kavanagh trabajó como periodista a tiempo parcial, escribiendo una columna de chismes en el Irish Press con el seudónimo de Piers Plowman, desde 1942 hasta 1944, y actuó como crítico de cine de esa misma publicación desde 1945 hasta 1949. A finales de 1946, Kavanagh se trasladó a Belfast y trabajó como periodista y como camarero en diferentes pubs de la zona de Falls Road. Volvió a Dublín en noviembre de 1949. Su personalidad se hizo cada vez más quijotesca y su consumo de alcohol aumentó en los últimos años, y con ello se deterioró su salud.

### Final de carrera y muerte
En 1949, Kavanagh comenzó a escribir para la publicación Envoy, una revista literaria fundada por John Ryan (editor del libro joyceano A Bash in the Tunnel. James Joyce by the Irish), que se convirtió en amigo de por vida y benefactor. A través del Envoy, entró en contacto con un círculo de jóvenes artistas e intelectuales como Anthony Cronin, Patrick Swift y John Jordan. Kavanagh a menudo se refiere a esta época como su «renacimiento poético». 
Kavanagh se casó con su compañera de toda la vida, Katherine Barry Moloney (sobrina de Kevin Barry), en abril de 1967, y vivieron en la calle Waterloo Road, de Dublín. Kavanagh cayó enfermo en la primera representación de su obra Tarry Flynn, en el Abbey Theatre, y murió pocos días después en un hogar de ancianos de Dublín, el 30 de noviembre de 1967. Su tumba se encuentra en Inniskeen, junto al Patrick Kavanagh Center. Su esposa Katherine murió en 1989; ella también está enterrada allí.

### Poética
En la traducción de La gran hambruna (ed. Pre-Textos) se afirma: «Su poesía se desarrolla entre oposiciones que marcaron su experiencia biográfica: de un lado, el amor por el campo y el rechazo a las restricciones vitales que impone; de otro, su inclinación por la mística y la denuncia de las opresivas estructuras católicas de la época. Atraído por la poesía de T. S. Eliot –el primer libro que, ya adulto, tomó prestado en una biblioteca fue La tierra baldía- y de W. H. Auden, a quien consideraba el mejor poeta inglés del siglo XX, su obra se apartó de la imagen idílica y esencialista de Irlanda que habían creado los autores del movimiento simbolista, como W. B. Yeats. Ese rechazo abrió el camino para una poesía hecha sobre la dureza de lo rural, que transformaba la genealogía literaria y política del país; de ahí partirían poetas posteriores como Seamus Heaney –que ha escrito excelentes páginas sobre Kavanagh-, Derek Mahon o Paul Muldoon. The Great Hunger (1942) es considerado como una de las obras centrales de la poesía irlandesa moderna».

## Legado
El Premio Nobel Seamus Heaney reconoce que ha sido influido por Kavanagh y que conoció la poesía de Kavanagh a través del escritor Michael MacLaverty, cuando enseñaban juntos en el centro St Thomas, de Belfast. La poesía de ambos comparte la creencia en la capacidad de lo local, y hasta pueblerino, para revelar lo universal. De la poesía de Kavanagh ha dicho Heaney que «tuvo un efecto transformador en la cultura general y liberó los dones de las generaciones poéticas que vinieron después de él». Señaló también que «Kavanagh es una figura moderna verdaderamente representativa en la que la subversión se le reveló en sí mismo: la insatisfacción, tanto espiritual como artística, es lo que inspiró su crecimiento. [...] Sus enseñanzas y ejemplo nos ayudaron a ver una diferencia esencial entre lo que él llamó las mentalidades pueblerinas y provinciales».
El actor Russell Crowe ha indicado que es un fan de Kavanagh. Crowe comentó: «Me gusta la claridad y la emotividad de Kavanagh. También me gusta la forma en que combina lo místico con esa claridad, ese trabajo evocador que puede hacer que te alegres de estar vivo». En febrero de 2002, Crowe citó a Kavanagh durante su discurso de aceptación del Premio BAFTA en Londres.
Inspirada en uno de sus poemas, hay una estatua en la orilla del Gran Canal de Dublín, que representa a Kavanagh sentado en un banco. Cada 17 de marzo, después del desfile del día de San Patricio, un grupo de "amigos" de Kavanagh se reúne en su honor alrededor de la escultura.
El Premio de Poesía Patrick Kavanagh se concede cada año a una colección inédita de poemas. El Fin de semana anual de Patrick Kavanagh se lleva a cabo durante el último fin de semana de noviembre en Inniskeen, Condado de Monaghan, Irlanda. El Patrick Kavanagh Center de Inniskeen es un centro de interpretación creado para conmemorar al poeta.

## Obras

### Poesía
- 1936 - Ploughman and Other Poems
- 1942 - The Great Hunger
- 1947 - A Soul For Sale
- 1958 - Recent Poems
- 1960 - Come Dance with Kitty Stobling and Other Poems
- 1964 - Collected Poems
- 1972 - The Complete Poems of Patrick Kavanagh, editado por Peter Kavanagh
- 1978 - Lough Derg
- 1996 - Selected Poems, editado por Antoinette Quinn

### Prosa
- 1938 - The Green Fool
- 1948 - Tarry Flynn
- 1964 - Self Portrait - grabación
- 1967 - Collected Prose
- 1971 - November Haggard, colección de prosas y poemas editados por Peter Kavanagh
- 1978 - By Night Unstarred, novela refundida completada por Peter Kavanagh

### Dramatizaciones
- 1966 - Tarry Flynn, adaptada por P. J. O'Connor
- 1986 - The Great Hunger, adaptada por Tom Mac Intyre
- 1992 - Out of That Childhood Country , de John McArdle (1992), coescrita con su hermano Tommy y Eugene MacCabe, trata de la juventud de Kavanagh, basada en sus escritos
- 1997 - Tarry Flynn, adaptada por Conall Morrison (teatro y danza moderna)
- 2004 - The Green Fool, adaptada por el Upstate Theatre Project

### Traducciones al español
- La hambruna y otros poemas. Editorial Pre-Textos. 2011.